# Феодосия Морозова
Феодосия Прокопиевна Морозова (на руски: Феодосия Проко́пьевна Морозова, 21 (31 по новия стил) май 1632 – 2 (12 по новия стил) ноември 1675 г.), наричана болярката Морозова, е руска болярка от 17 век.
Тя е поборничка на руското старообредчество (староверие) и сподвижничка на протопоп Авакум Петрович. Заради староверските си възгледи и конфликта си с руския цар Алексей I е арестувана и заточена в Пафунтиево-Боровския манастир, където е хвърлена в тъмница и оставена да умре от глад.
От отнемането на имота ѝ се обогатяват „православните черноризци“.
Почитана е като светица от Руската православна старообредческа църква.